# کوستوگولوو
کوستوگولوو (انگلیسی: Kustugulovo) یک شهرک در شهرستان کارماسکالینسکی استان باشقیرستان کشور روسیه است.